# Strobilurus torquatus
Strobilurus torquatus là một loài thằn lằn trong họ Tropiduridae. Loài này được Wiegmann mô tả khoa học đầu tiên năm 1834.